# 1502
Rok 1502 (MDII) byl nepřestupný rok, který podle juliánského kalendáře započal sobotou.
Podle islámského kalendáře započal dne 17. července rok 908. Podle židovského kalendáře došlo k přelomu let 5262 a 5263. 

## Události
- 12. února – Isabela Kastilská vydává zákon, který v její zemi zakazuje islám. Nutila tak prakticky všechny muslimské obyvatele své země ke konvertování ke křesťanství.
- 2. dubna – anglický princ Artur Tudor umírá na hradě Ludlow na hemoragickou horečku. Jeho manželka Kateřina Aragonská nemoc přežívá.
- 3. květen – portugalský mořeplavec João da Nova objevuje neobydlený ostrov, který dostal jméno Sv. Helena
- 11. května – Kryštof Kolumbus vyráží na svou 4. objevitelskou cestu do Nového světa
- červenec – Ismail I. se stává perským šáhem
- 14. srpna – Kryštof Kolumbus zakotvuje ve Střední Americe a zemi pojmenovává Honduras
- 18. září – Kryštof Kolumbus objevuje Costa Ricu
- 29. září – Vladislav Jagellonský se oženil s Annou z Foi a Candale
- 1. října – nastává prstencové zatmění Slunce
- 7. listopadu – Kryštof Kolumbus pokračuje od pobřeží Hondurasu směrem k dnešní Panamě

#### Neznámé datum
- portugalští osadníci začali budovat první banánové sady v Karibiku a Střední Americe.
- druhá neapolská válka mezi Španěly a Francouzi
- Osmanská říše a Benátky ukončily válku z níž Osmané vycházejí jako námořní velmoc.

### Probíhající události
- 1499–1504 – Druhá italská válka

## Narození
Česko

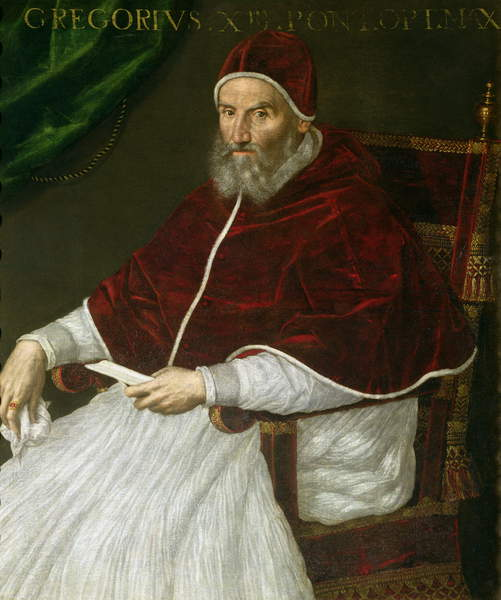
Řehoř XIII., 226. papež (* 7. ledna)

- Václav I. Kinský, šlechtic a zakladatel rodu Kinských († 1542)

Svět
- 7. ledna – Řehoř XIII., papež († 10. dubna 1585)
- 2. dubna – Zuzana Bavorská, německá šlechtična a markraběnka († 23. dubna 1543)
- 6. června – Jan III. Portugalský, portugalský král († 11. června 1557)
- 14. srpna – Pieter Coecke van Aelst, vlámský malíř († 6. prosince 1550)
- neznámé datum
  - Atahualpa, poslední císař Incké říše († 26. srpna 1533)
  - Barthel Beham, německý malíř a grafik († 1540)
  - Giulio Campi, italský manýristický malíř († 5. března 1572)
  - Pedro Nunes, portugalský matematik a kosmograf († 11. srpna 1578)
  - Miguel López de Legazpi, španělský mořeplavec, první generální guvernér na Filipínách († 20. srpna 1572)
  - Wen Po-žen, čínský malíř († 1575)
  - Li Kchaj-sien, čínský dramatik a básník († 1568)

## Úmrtí

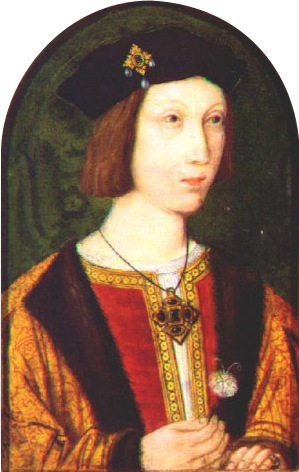
Artur Tudor, anglický princ († 2. dubna)

#### Česko
- 3. července – Jan z Blovic, matematik, astronom a lékař (* cca 1455)
- 10. listopadu – Jiří Minsterberský, minsterberský a olešnický kníže a hrabě kladský (* 2. října 1470)

#### Svět
- před 12. březnem – Francesco Laurana, chorvatsko-italský malíř a medailiér (* asi 1430)
- 2. dubna – Artur Tudor, princ z Walesu, prvorozený syn anglického krále Jindřicha VII. (* 20. září 1486)
- neznámé datum
  - Ahuitzotl, krvavý aztécký vládce (* 1486)
  - Niccolò Alunno, italský malíř (* 1430)

## Hlavy států
- České království – Vladislav Jagellonský
- Svatá říše římská – Maxmilián I.
- Papež – Alexandr VI.
- Anglické království – Jindřich VII. Tudor
- Francouzské království – Ludvík XII.
- Polské království – Alexandr Jagellonský
- Uherské království – Vladislav Jagellonský
- Perská říše – Ismail I.